# Gauriganj
Gauriganj es una ciudad situada en el distrito de Amethi en el estado de Uttar Pradesh (India). Su población es de 326723 habitantes (2011). Se encuentra a 126 km de Lucknow

## Demografía
Según el  censo de 2011 la población de Gauriganj era de 326723 habitantes, de los cuales 165284 eran hombres y 161439 eran mujeres. Hay 56.787 hogares en la ciudad.